# 弗劳恩施泰因 (萨克森州)
弗劳恩施泰因（德語：Frauenstein，發音：[ˈfʁaʊənˌʃtaɪn] ⓘ）是德国萨克森州中萨克森县的城市，面积58.99平方千米，2023年12月31日人口为2,690人。